# United Kingdom Independent Broadcasting
United Kingdom Independent Broadcasting (o UKIB) és una afiliació de tres productores de televisió i emissores independents britàniques. La funció principal de la seva predecessora, Independent Television Companies' Association (ITCA), era la de representar els interessos de la televisió britànica independent com a membre de la Unió Europea de Radiodifusió. Els membres de UKIB són The ITV Network Centre, les 17 empreses d'ITV, Channel 4 i S4C.

## Història
UKIB es va formar el 1981, quan l'Association of Independent Radio Contractors (AIRC) va ser admesa com a membre activa de la Unió Europea de Radiodifusió (UER). Llavors, va substituir IBA/ITCA com a segon membre britànic de la UER. ITCA havia estat admesa com a membre de ple dret de la UER, juntament amb l'Independent Television Authority (ITA) el 1959. L'AIRC es va convertir en la Commercial Radio Companies' Association (CRCA) el 1996. La CRCA va deixar de ser membre de la UER a finals del 2002.

## Membres
| Nom                       | Àrea de difusió                                 | Titular de la llicència        | Emet des de | Empresa matriu                      | Abreviatura de la UER |
| ITV Network               | ITV Network                                     | ITV Network                    | ITV Network | ITV Network                         | ITV Network           |
| ------------------------- | ----------------------------------------------- | ------------------------------ | ----------- | ----------------------------------- | --------------------- |
| ITV STV UTV               | Regne Unit, les illes del Canal i l'illa de Man | ITV Network Limited            | 1955        | ITV plc STV Group plc               | UKIB/ITV              |
| ITV (Channel 3) Companies |                                                 |                                |             |                                     |                       |
| ITV Anglia                | Est d'Anglaterra                                | ITV Broadcasting Limited       | 1959        | ITV plc                             | UKIB/ITV/ANG          |
| ITV Border                | Frontera entre Anglaterra i Escòcia             | ITV Broadcasting Limited       | 1961        | ITV plc                             | UKIB/ITV/BTV          |
| ITV Central               | Midlands                                        | ITV Broadcasting Limited       | 1956        | ITV plc                             | UKIB/ITV/CEN          |
| ITV Channel Television    | Illes Anglonormandes                            | Channel Television Limited     | 1962        | ITV plc                             | CHA                   |
| ITV Granada               | North West England i l'illa de Man              | ITV Broadcasting Limited       | 1956        | ITV plc                             | UKIB/ITV/GRA          |
| ITV London (Carlton)      | Londres                                         | ITV Broadcasting Limited       | 1955        | ITV plc                             | UKIB/ITV/LDN          |
| ITV London (LWT)          | Londres                                         | ITV Broadcasting Limited       | 1955        | ITV plc                             | UKIB/ITV/LDN          |
| ITV Meridian              | Sud i Sud-est d'Anglaterra                      | ITV Broadcasting Limited       | 1958        | ITV plc                             | UKIB/ITV/MER          |
| ITV Tyne Tees             | North East England                              | ITV Broadcasting Limited       | 1959        | ITV plc                             | UKIB/ITV/TTT          |
| ITV Wales                 | Gal·les                                         | ITV Broadcasting Limited       | 1958        | ITV plc                             | UKIB/ITV/WALES        |
| ITV West                  | Oest d'Anglaterra                               | ITV Broadcasting Limited       | 1958        | ITV plc                             | UKIB/ITV/WEST         |
| ITV Westcountry           | Sud-oest d'Anglaterra                           | ITV Broadcasting Limited       | 1961        | ITV plc                             | UKIB/ITV/WES          |
| ITV Yorkshire             | Yorkshire, Lincolnshire i el nord de Norfolk    | ITV Broadcasting Limited       | 1956        | ITV plc                             | UKIB/ITV/YTV          |
| STV Central               | Escòcia central                                 | STV Central Limited            | 1957        | STV Group plc                       | UKIB/STV              |
| STV North                 | Escòcia Septentrional                           | STV North Limited              | 1961        | STV Group plc                       | UKIB/STVN             |
| UTV                       | Irlanda del Nord                                | UTV Limited                    | 1959        | ITV plc                             | UTV                   |
| Channel 4                 |                                                 |                                |             |                                     |                       |
| Channel 4                 | Anglaterra, Escòcia, Gal·les i Irlanda del Nord | Channel 4                      | 1982        | Channel Four Television Corporation | UKIB/C4               |
| S4C                       |                                                 |                                |             |                                     |                       |
| S4C                       | Gal·les                                         | Sianel 4 Cymru/Channel 4 Wales | 1982        | S4C Authority                       | UKIB/S4C              |

### Canals digitals
A més dels canals principals d'ITV, Channel 4 i S4C, hi ha diversos canals digitals com ITV2, ITV3, ITV4 i CITV que són propietat d'ITV plc i E4, i More4 i Film4, operats pel Channel 4. Aquests canals són també membres de UKIB i com a tals també formen part de la Unió Europea de Radiodifusió.

## Eurovisió
La BBC ha presentat cada cop el representant del Regne Unit al Festival d'Eurovisió. Tanmateix, ITV va emetre i entrar a Eurovisió Júnior els anys 2003, 2004 i 2005, però no va entrar en l'edició de 2006 a causa de la baixa qualificació. S4C va especular participar en el concurs de 2008 amb una cançó en gal·lès, però al final no s'hi va presentar.